# Нырки (станция)
Нырки́ (карел. Nirki) — населённый пункт при одноимённом остановочном пункте в Прионежском районе Республики Карелия, административно входит в состав Ладва-Веткинского сельского поселения.
До ближайшего населённого пункта Пяжиева Сельга 12 км по дорогам местного значения.

## История
В советское время административно относился к Ладваветкинскому поселковому совету (после ликвидации в 1956 году — Ладвинский сельсовет).

## Население
| 2002 | 2009 | 2010 | 2013 |
| ---- | ---- | ---- | ---- |
| 1    | →1   | →1   | →1   |

## Улицы
- ул. Ветеранов
- ул. Люпиновая[6]